# Rio Chişcanu
O Rio Chişcanu é um rio da Romênia, afluente do Ramura Mică, localizado no distrito de Braşov.